# Gryon conicum
Gryon conicum är en stekelart som beskrevs av Mikhail Vasilievich Kozlov och Kononova 1989. Gryon conicum ingår i släktet Gryon och familjen Scelionidae. Inga underarter finns listade i Catalogue of Life.